# Eino Tamberg
Eino Tamberg (ur. 27 maja 1930 w Tallinnie, zm. 24 grudnia 2010 tamże)  – estoński kompozytor i pedagog.

## Życiorys
Edukacje muzyczną rozpoczął w domu i kontynuował naukę gry fortepianowej u Valentine’a Riivesa. W latach 1947–1953 studiował kompozycję w Konserwatorium w Tallinnie pod kierunkiem Eugena Kappa. Był dyrektorem muzycznym w Estońskim Teatrze Dramatycznym w Tallinnie (1952–1953), reżyserem dźwięku w Estońskim Radiu (1953–1959) oraz doradcą Estońskiego Związku Kompozytorów (1960–1969). Od 1968 wykładał kompozycję w tallińskim Konserwatorium. W latach 1978–2005 był kierownikiem Katedry Kompozycji, od 1983 jako profesor.
Kompozycje Tamberga były wykonywane w krajach skandynawskich, Rosji, Niemczech i Francji, a także w Stanach Zjednoczonych  i Kanadzie. Jego utwory miały w swoim repertuarze takie wiodące orkiestry, jak Filharmonia Nowojorska, waszyngtońska National Symphony Orchestra, Szwedzka Królewska Orkiestra Filharmoniczna, Göteborg Symphony Orchestra, Helsinki Philharmonic Orchestra, Oslo Symphony Orchestra i inne. Dyrygowali nimi słynni dyrygenci, m.in. Walerij Giergijew, Mstisław Rostropowicz, Neeme Järvi, Paavo Järvi i inni.
W 1997 roku odznaczony został estońskim Orderem Herbu Państwowego IV klasy.

## Twórczość
Tamberg był przeciwnikiem romantycznego nurtu w muzyce estońskiej końca lat 50.. Skomponowany w duchu neoklasycyzmu Concerto Grosso (1956) był jednym z przełomowych dzieł tzw. "Nowej Fali" i oznaczał powrót modernizmu do post-stalinowskiej muzyki estońskiej. Utwór ten został nagrodzony złotym medalem na międzynarodowym festiwalu muzycznym w Moskwie. Był też wykonywany podczas Międzynarodowego Praskiego Wiosennego Festiwalu Muzycznego w 1959.
Wśród kompozycji Tamberga czołowe miejsce zajmują utwory orkiestrowe i sceniczne. Pisał też muzykę kameralną i na instrumenty solowe oraz utwory wokalne. Jest autorem czterech symfonii, dziewięciu koncertów na instrument solowy, czterech oper, trzech baletów oraz muzyki teatralnej i filmowej .